# Hofkirchen im Mühlkreis
Hofkirchen im Mühlkreis är en ort och kommun i Österrike. Den ligger i distriktet Rohrbach i förbundslandet Oberösterreich, 190 kilometer väster om huvudstaden Wien. 
Kommunen består av 14 orter (Ortschaften) (inom parentes invånarantal 1 januari 2024):

- Au (21)
- Dorf (39)
- Emmerstorf (119)
- Falkenstein (133)
- Freizell (18)
- Gerastorf (38)
- Hofkirchen im Mühlkreis (791)
- Hundsfülling (64)
- Hötzendorf (50)
- Kling (7)
- Marsbach (36)
- Niederranna (145)
- Oberbumberg (11)
- Wiesen (68)